# What's Michael?
What's Michael? (ホワッツマイケル?, Howattsu Maikeru?) é uma série de manga escrita por Makoto Kobayashi e publicada em nove volumes na revista Weekly Morning da editora Kodansha entre 1984 e 1989. Recebeu o Prémio de Manga Kōdansha em 1986 na categoria geral.
A série foi adaptada pelo estúdio Kitty Films em animé de quarenta e cinco episódios, transmitida no Japão pela TV Tokyo e também em dois OVAs, com o primeiro sendo emitido a 25 de novembro de 1985 e o segundo a 25 de julho de 1988.
O animé teve quatro temas musicais, o primeiro tema de abertura é "Michael Ondo" (マイケル音頭, Maikeru Ondō) e o segundo é "Michael n.º 1" (マイケルＮｏ．１!, Maikeru Ｎo.1), o primeiro tema de encerramento é "Hoshizora no étranger" (星空のエトランゼ, Hoshizora no etoranze) e o segundo é "Shitsuren Boogie" (失恋ブギ, Shitsuren bugi), todos os quatro foram interpretados por Mami Yamase.